# بادئ هادئ للمحرك

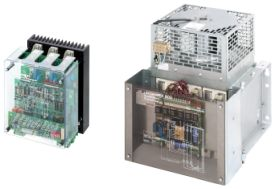
أمثلة على بادئات هادئة للمحركات

البادئ الهادئ للمحرك (بالإنجليزية: Motor soft starter)‏ هو أداة تستخدم لتقليل تيار البدء في المحركات الحثية حيث يقوم بالتحكم في قيمة الجهد الكهربائي على ملفات المحرك. في البدء يقوم هذا الجهاز بتقليل الجهد على ملفات المحرك بحيث يعطي تيارا بالقدر الكافي لان يعطي عزما كافيا عند البدء.ومن ثم يقوم هذا الجهاز بالزيادة التدريجية في الجهد لان يصل الجهد إلى الجهد المقنن أو تصل سرعة الدوران إلى السرعة المقننة.

## مكوناته
1. ثايريستورات أو ترانزستورات ودائره للتحكم في تشغيل وايقافهم.
2. مبرمج عمليات دقيق لبرمجة تغيير الجهد مع الزمن.

ميزات استخدام البدء الهادئ:
1. تقليل تيار البدء مما له ايجابيات على المحرك وعلى الشبكة الكهربائية.
2. استخدام كبلات أقل مساحة مع المحركات الموصولة مع الشبكة الكهربائية.
3. تقليل الاجهادات الميكانيكية والكهربائية عند البدء.